# José García Bryce
José García Bryce (Lima, 1 de noviembre de 1928-28 de enero de 2020) fue un arquitecto y catedrático peruano. Ganador del premio Hexágono de Oro en 1980. 

## Biografía
Nació en Lima en 1928 como hijo de José García Gastañeta y Clemencia Bryce Arróspide. Por parte de su madre es primo del escritor Alfredo Bryce Echenique, quien lo menciona en obras como No me esperen en abril. Estudió Arquitectura en la Escuela Nacional de Ingenieros (actual Universidad Nacional de Ingeniería), y en la Universidad de Roma (1952-1953). Luego estudiaría Historia del Arte en la Universidad de París La Sorbona y en la Universidad de Múnich de 1953 a 1955. En 1964 obtuvo el grado de Magíster en Historia del Arte de la Universidad de Harvard.
Fue profesor en la Universidad de Yale sobre la arquitectura latinoamericana del siglo XIX. Desde 1951 a 1963 fue catedrático de la Facultad de Arquitectura, Urbanismo y Artes de la Universidad Nacional de Ingeniería, de 1997 a 2006 de la Universidad Ricardo Palma, de la Universidad Peruana de Ciencias Aplicadas y de la Pontificia Universidad Católica.
En 1956 restauró junto a Héctor Velarde y Ricardo Valencia el Palacio de la Exposición financiado por el gobierno peruano y francés.
En 1952 terminó la Casa del Cortijo ubicada en San Isidro y en 1977 la Capilla San José en La Victoria por la que ganaría el Hexágono de Oro del Colegio de Arquitectos en 1981. En 1984 concluyó el Conjunto Habitacional Chabuca Granda en la Alameda de los Descalzos en el Rímac y la Casa Corteña La Alameda.

## Estudios
- Grado de arquitecto otorgado en 1952 por la Escuela Nacional de Ingenieros (hoy  Universidad Nacional de Ingeniería, UNI), Lima, Perú.
- Estudios en Europa (Historia del Arte): universidades de Roma, París y Munich, 1953-55.
- Estudios en EE. UU. (Historia del Arte): Universidad de Harvard. Grado de Magíster (M.A.), 1964.

## Docencia
- Profesor en la UNI 1951-1991: Diseño Arquitectónico e Historia de la Arquitectura.
- "Visiting lecturer" Universidad de Yale (EE. UU.), 1968.
- Profesor de Historia de la Arquitectura en los cursos de Restauración de Monumentos del Programa PERUUNESCO en el Cusco,1975-1980.
- Profesor en la Sección de Post-Grado de la Facultad de Arquitectura Urbanismo y Artes de la UNI, 1986-2006.
- Profesor de Historia de la Arquitectura, Universidad Peruana de Ciencias Aplicadas (UPC), Lima, 1996-actualidad.
- Profesor de Historia de la Arquitectura, Universidad Ricardo Palma (URP), Lima, 1997-2006.

## Distinciones
- 1963 Premio Nacional de Fomento de la Cultura, área Arquitectura (Premio "Chavín")
- 1981Premio Hexágono de Oro del Colegio de Arquitectos del Perú.
- Miembro Honorario del Colegio de Arquitectos del Perú
- 1985 Premio Internacional de Arquitectura (Sociedad Bolivariana de Arquitectos, Caracas, Venezuela).
- 1989 Cubo de Acero, Bienal Internacional de Arquitectura de Buenos Aires.
- 1992 Profesor Emérito, Universidad Nacional de Ingeniería.

- 1998 Profesor Honorario, Universidad Nacional de San Agustín de Arequipa.

## Obra escrita
- Arquitectura en Lima, 1800-1900, 1967.
- Del Barroco al Neoclasicismo en Lima: Matías Maestro, 1972.
- Art nouveau en Lima, 1973.

## Obras
- Conjunto Habitacional Chabuca Granda
- Capilla San José
- Casa Corteña La Alameda